# Sonate K. 360
La sonate K. 360 (F.306/L.400) en si bémol majeur est une œuvre pour clavier du compositeur italien Domenico Scarlatti.

## Présentation
La sonate K. 360, en si bémol majeur, est un Allegro de caractère léger, construit autour d'une petite cellule rythmique insistante.

## Manuscrits
Le manuscrit principal est le numéro 3 du volume VIII (Ms. 9779) de Venise (1754), copié pour Maria Barbara ; les autres sont Parme IX 25 (Ms. A. G. 31414), Münster II 9 (Sant Hs 3965).

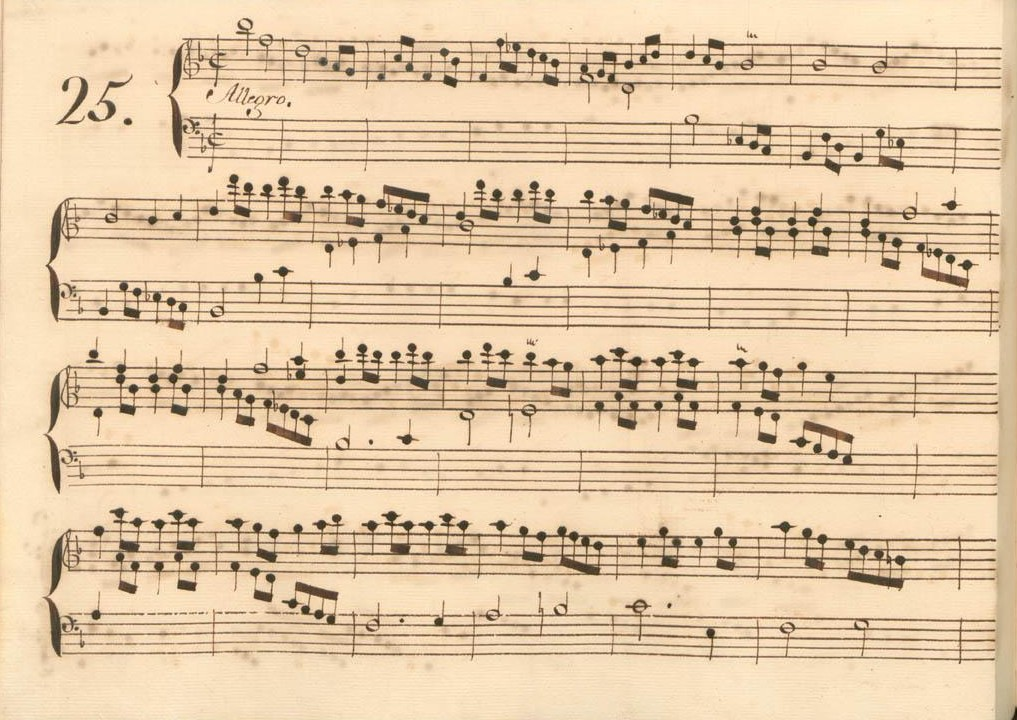
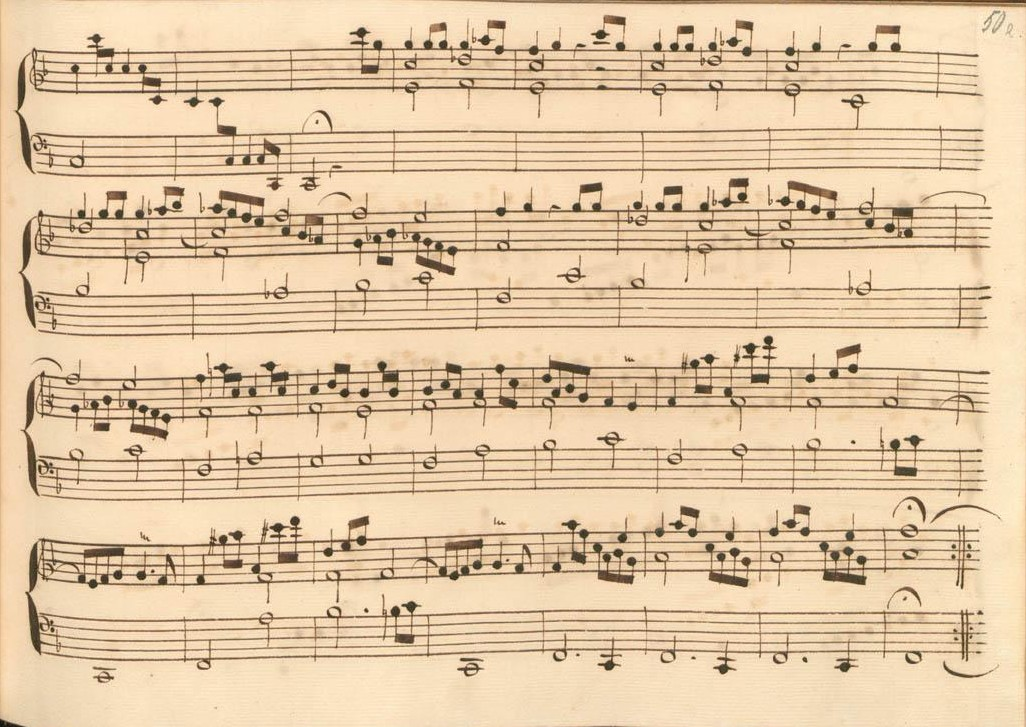
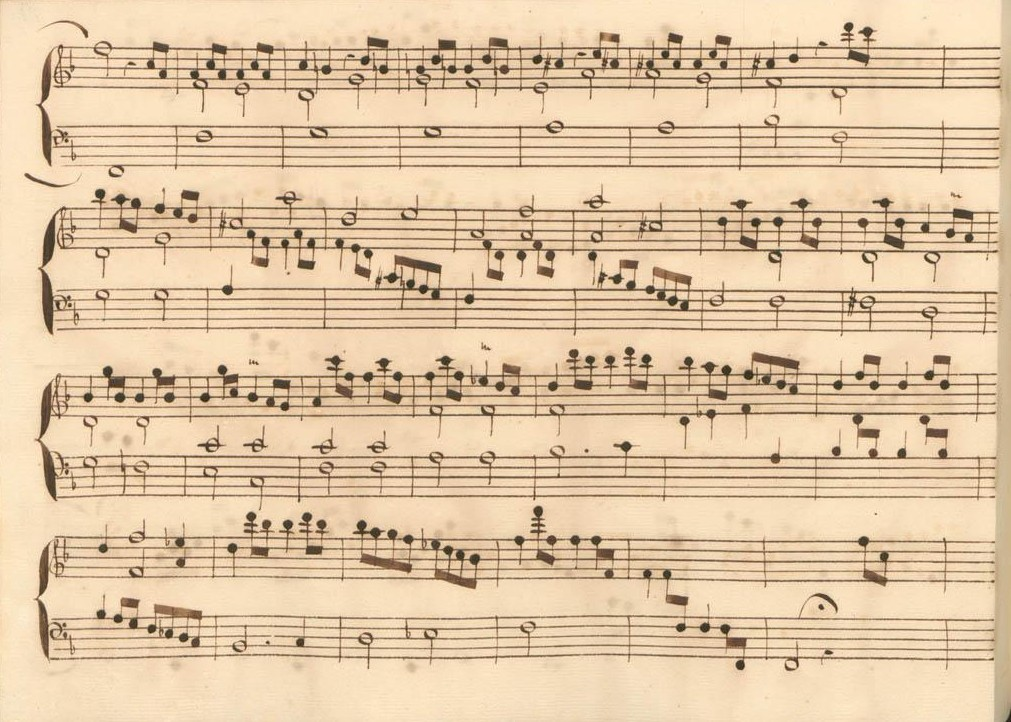
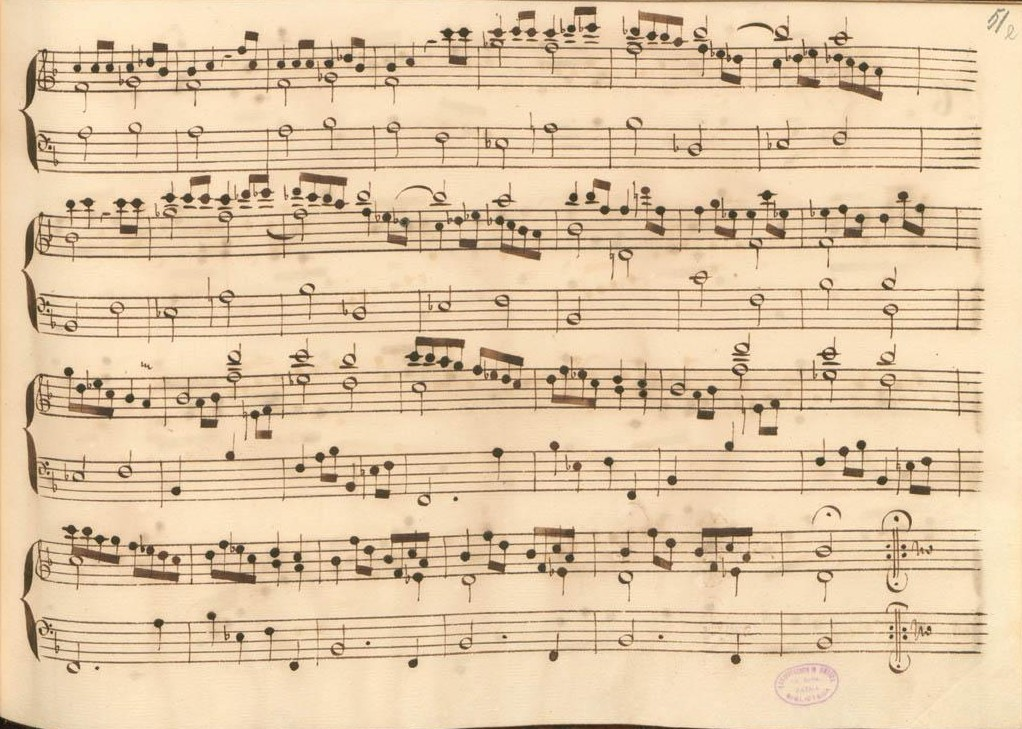

## Interprètes
La sonate K. 360 est défendue au piano, notamment par Konstantin Scherbakov (2000, Naxos, vol. 7), Carlo Grante (2013, Music & Arts, vol. 4) ; au clavecin par Scott Ross (1985, Erato), Władysław Kłosiewicz (1997, CD Accord), Richard Lester (2003, Nimbus, vol. 3) et Pieter-Jan Belder (Brilliant Classics, vol. 8). Martin Souter (1999, Classical Communications) l'interprète sur un piano-forte Cristofori de 1720.

## Sources
: document utilisé comme source pour la rédaction de cet article.
- Ralph Kirkpatrick (trad. de l'anglais par Dennis Collins), Domenico Scarlatti, Paris, Lattès, coll. « Musique et Musiciens », 1982 (1re éd. 1953 (en)), 493 p. (ISBN 978-2-7096-0118-4, OCLC 954954205, BNF 34689181).
- Alain de Chambure, « Domenico Scarlatti : Intégrale des sonates — Scott Ross », Erato (2564-62092-2), 1985 (OCLC 891183737) .
- (en) Carlo Grante, « Domenico Scarlatti, intégrale des sonates pour clavier (vol. 4) », Music & Arts (CD-1293), 2016 (OCLC 1020680576) .